# Howaia alba
Espèce
Howaia alba est une espèce d'araignées aranéomorphes de la famille des Nesticidae.

## Distribution
Cette espèce est endémique de l'archipel Nansei au Japon. Elle se rencontre sur Miyako-jima.

## Description
Le mâle holotype mesure 1,88 mm et la femelle paratype 2,3 mm.

## Systématique et taxinomie
Cette espèce a été décrite par Ballarin et Eguchi en 2023.

## Publication originale
- Ballarin & Eguchi, 2023 : « Integrative taxonomic revision of the genera Nesticella and Howaia in Japan with the description of five new species (Araneae, Nesticidae, Nesticellini). » ZooKeys, vol. 1174, p. 219-272 (texte intégral).